# Love and Rocket
Love and Rocket (рус.  «Любовь и Ракета») — третий эпизод четвёртого сезона мультсериала «Футурама». Североамериканская премьера этого эпизода состоялась 10 февраля 2002 года.

## Содержание
Накануне Дня святого Валентина у Бендера и бортового компьютера корабля «Межпланетный экспресс» возникают серьёзные разногласия. А у компании появляются деньги, и профессор Фарнсворт использует их для установки дополнительного программного обеспечения на корабль: теперь компьютер обрел женский голос. В него немедленно влюбляется Бендер.
Фрай пытается объясниться с Лилой. Бендер приходит к старту усталый и благоухающий, чем вызывает ревность у Компьютера корабля.
Экипаж Экспресса доставляет груз конфет в форме сердечек на Омикрон Персей 8 в знак миролюбивых намерений Земли, но омикронцы в бешенстве от конфеты «I Wuv U» («Я юбью тебя») и бросаются в погоню за кораблём. Бендер не находит лучшего времени, чтобы порвать отношения с Компьютером, и та, всхлипывая, отключает двигатели. Омикронцы, воспользовавшись случаем, нападают на корабль «Planet Express».
Корабль поврежден не смертельно. Лила пытается утешить Компьютер, но безуспешно. Потерявший надежду Компьютер отключает все системы жизнеобеспечения экипажа и искусственную гравитацию и решает отнести себя (и всех пассажиров) в ближайший квазар, чтобы там навсегда соединиться с Бендером. Никто не может отговорить её от этого, и тогда Бендер предлагает «слиться с ней виртуально», пока Лила ищет путь к отключению искусственного мозга корабля.
Фрай и Лила — в «сердце корабля». Фрай продолжает искать конфету с подходящими словами для Лилы и внезапно замечает, что её кислород на нуле. Он пытается предупредить об этом свою любимую, но та отмахивается, подозревая Фрая «в обычных глупостях». Тогда Фрай тайком от неё отдаёт ей свой кислород.
Тем временем Бендер виртуально слился с Компьютером.
Лила справляется с бортовым Компьютером: атмосфера и гравитация возвращены, движение корабля в квазар остановлено. И только сейчас Лила обнаруживает, что Фрай пожертвовал своим кислородом ради неё. Ей удаётся откачать Фрая, который, кашляя, выплёвывает на лицо Лиле сердечко с надписью «Ты нужна мне больше, чем воздух». Бендер почти без последствий выходит из соединения с компьютером.
Экипаж сбрасывает теперь бесполезные сердечки в квазар, вызывая загадочное «любовное излучение» по всей Вселенной, которое уничтожает много планет которые находились близко к излучению, в том числе две бандитские планеты и Планету ковбоев. Земля не пострадала.

## Персонажи
Список новых или периодически появляющихся персонажей сериала
- Люси Лью
- Лррр
- Нднд
- Дебют:Бортовой компьютер Межпланетного экспресса
- Дебют:Шэлдон
- Дебют:Гвэн
- Киф Крокер

## Интересные факты